# Нитрат рутения(III)
Нитрат рутения(III) — соль рутения и азотной кислоты с формулой Ru(NO3)3.
Растворяется в воде. Образует кристаллогидрат состава Ru(NO3)3•6H2O в виде жёлтых кристаллов.
Реагирует с оксидом кремния в атмосфере углекислого газа с образованием Ru(CO)2(OSi)2, Ru(CO)3(OSi)2 или Ru3(CO)12.
Применяется для изготовления рутений-углеродных катализаторов.